# Ida Veldhuyzen van Zanten
Ida Veldhuyzen van Zanten, (1911 - 2000), est une pilote et assistante sociale néerlandaise, membre de la résistance néerlandaise pendant la Seconde Guerre mondiale et pilote dans l'Air Transport Auxiliary britannique. Elle est la seule femme à recevoir la Vliegerkruis, la Croix de l'aviateur (en). 

## Biographie

### Jeunesse et formation
Ida Laura Veldhuyzen van Zanten est née à Hillegom le 22 juin 1911 et a grandi avec six frères. Son père est bulbiculteur et l'entreprise familiale existe toujours sous le nom de Royal Van Zanten. Elle fréquente un pensionnat à Zetten, où elle rencontre une camarade de classe, Maria Sluis, avec qui elle reste amie jusqu'à la fin de sa vie. Ensemble, elles étudient au Christelijk Instituut voor Christelijke Sociale Arbeid (l'Institut chrétien de travail social) à Amsterdam. Elles vivent dans un grenier et voyagent beaucoup, notamment en char à bœufs dans les Pyrénées. Van Zanten travaille comme fille au pair en France pendant un an et demi, et navigue seule sur des cargos pour rendre visite à son frère en Amérique. 
Ida Veldhuyzen van Zanten voulait devenir hôtesse de l'air pour KLM, la compagnie aérienne nationale des Pays-Bas, mais elle est refusée en 1936 car elle n'a pas de diplôme de Gymnasium (diplôme d'enseignement secondaire). Déçue, elle entreprend un tour du monde avec l'argent qu'elle vient d'hériter de ses parents. Elle passe par les États-Unis, le Japon, la Chine, la Corée et l'Indonésie, où elle monte pour la première fois dans un avion, avant de rentrer chez elle. Elle part ensuite en Grande-Bretagne où elle obtient son brevet de pilote en 1938, en s'entraîne sur un Gypsy Moth pour 1 £ de l'heure,. En trois mois, elle obtient un brevet de pilote A et des brevets de vol à voile A, B et C.
De retour aux Pays-Bas, et avec l'aide du pilote de l'armée de l'air néerlandaise Jan Leendert Plesman (nl) (plus tard connu dans la RAF sous le nom de The Flying Dutchman), et en approchant directement Albert Plesman, le directeur de KLM, elle est finalement engagée comme hôtesse de l'air par KLM. Elle travaille avec KLM pendant quelques mois, mais la Seconde Guerre mondiale intervient. En 1939, elle devient hôtesse sur un navire de ligne de la compagnie maritime Van Nievelt Goudriaan.

### Seconde Guerre mondiale
En mai 1940, Ida Veldhuyzen van Zanten se trouve aux Pays-Bas et propose ses services en tant que volontaire au sein du Korps Vrouwelijke Vrijwilligers (KVV), le corps d'aide bénévole féminin, pour aider les familles touchées par le bombardement allemand de Rotterdam pendant l'invasion des Pays-Bas.
Après la chute des Pays-Bas, le KVV est supprimé, mais Ida entend lors d'une émission de radio de la BBC que des femmes pilotes de transport sont recherchées en Grande-Bretagne. « À partir de ce moment-là, j'ai su ce que je voulais : Je voulais être là. » Elle fait deux tentatives pour rejoindre la Grande-Bretagne par la mer du Nord, mais les deux échouent. Elle réussit finalement à atteindre la Suisse, et avec l'aide d'anciens collègues de KLM, elle se rend à Lisbonne et peut rejoindre Londres en avion le 13 août 1942 avec un groupe d'Engelandvaarders (en) dont William Leo Kalkhoven (nl). 
Le 1er octobre 1942, la reine Wilhelmine lui décerne la Croix du mérite (en) avec la citation suivante :

« en temps de guerre, en préparant avec grand soin leur évasion du territoire occupé par l'ennemi aux Pays-Bas et en réalisant avec courage et politique leur évasion et leur voyage vers l'Angleterre, qui comportait de grands dangers dus à l'action de l'ennemi. »

Après l'invasion des Pays-Bas par l'Allemagne en 1940, la reine Wilhelmine se réfugie en Grande-Bretagne, à la demande du gouvernement néerlandais, où elle organise un gouvernement néerlandais en exil.
Dans un premier temps, Ida Veldhuyzen van Zanten travaille à l'Intelligence Office, où elle rencontre le prince Bernhard, gendre de la reine Wilhelmine. Il lui permet d'entrer dans la Force féminine auxiliaire de l'aviation de la Royal Air Force (WAAF). De la WAAF, Ida Veldhuyzen van Zanten peut rejoindre les femmes pilotes de l'Air Transport Auxiliary (ATA) sous le commandement de Pauline Gower. Elle rejoint le Pool ATA n°15, entièrement féminin, à Hamble-le-Rice, près de Southampton, commandé par Margot Gore (en) en tant que troisième officier pilote à partir du 18 mai 1943. Le travail consiste à transporter des avions des usines aux aérodromes dans un travail difficile et souvent dangereux. Elle est la seule femme néerlandaise présente. Les pilotes de l'ATA doivent être préparés à piloter de nombreux types d'avions différents avec souvent pour seul guide un manuel et souvent dans des conditions difficiles. Elle totalise 583 heures de vol pendant son séjour dans l'ATA et reste dans l'organisation jusqu'au 30 septembre 1945,,.
Le 7 février 1947, la reine Wilhelmine  décerne à Ida Veldhuyzen van Zanten la Vliegerkruis, la Croix de l'aviateur (nl) pour « s'être distinguée par des actes d'initiative, de courage et de persévérance au cours d'un ou plusieurs vols en avion, en étant classée au grade d'officier dans le domaine de l'aviation dans la période du 18 mai 1943 au 30 septembre 1945, en étant affectée au grade d'officier dans l'organisation de l'"Air Transport Auxiliary", en tant que pilote pour transférer divers types d'avions de l'armée de l'air alliée des usines de Grande-Bretagne vers diverses bases de guerre alliées et pour avoir effectué 583 heures de vol en solo ». Elle est la seule femme parmi environ 700 hommes à recevoir la médaille.
Le roi George VI lui décerne la Defence Medal 1939-45.

### Vie ultérieure
Après la guerre, avec un ami britannique, Ida Veldhuyzen van Zanten pilote un bimoteur M.57 Miles Aerovan (en) avec six passagers jusqu'en Afrique du Sud, où elle devient partenaire d'une petite compagnie d'aviation. Lorsque l'avion branlant tombe en panne, elle n'a plus d'argent et retourne aux Pays-Bas, où elle abandonne l'aviation professionnelle.
Elle devient assistante sociale, sa formation initiale, et déclare plus tard : « J'aurais aimé voler, mais je ne regrette pas d'avoir été assistante sociale. Ce travail était plus intéressant que de servir des repas dans un avion en tant qu'hôtesse de l'air. » Elle se met au vol à voile comme passe-temps.
Ida Veldhuyzen van Zanten meurt d'une crise cardiaque, à Emmen, le 19 octobre 2000, à l'âge de 89 ans.